# Paruroctonus bajae
Espèce
Paruroctonus bajae est une espèce de scorpions de la famille des Vaejovidae.

## Distribution
Cette espèce est endémique de Basse-Californie au Mexique. Elle se rencontre vers San Luis Gonzaga.

## Description
Le mâle holotype mesure 37,0 mm.

## Étymologie
Son nom d'espèce lui a été donné en référence au lieu de sa découverte, la Basse-Californie.

## Publication originale
- Williams, 1972 : « Four new scorpion species belonging to the genus Paruroctonus (Scorpionida: Vaejovidae). » Occasional Papers of the California Academy of Sciences, no 94, p. 1-16 (texte intégral).